# Gerhart Hauptmann
Gerhart Johann Robert Hauptmann (Szczawno Zdrój, 15. studenog 1862. – Jagniątków, 6. lipnja 1946.), njemački književnik.
Dobitnik je Nobelove nagradu za književnost 1912. godine.